# دريزل
دريزل (بالإنجليزية: Drizzle) هو نظام إدارة قواعد بيانات حر ومفتوح المصدر مشتق من مشروع قاعدة بيانات ماي إس كيو إل.
وحتى الآن لا يوجد جدول زمني يحدد وقت انطلاق المشروع لعامة المستخدمين، لكن الكود المصدري والتعليمات الخاصة به متاحة للمطورين على موقع وثائق المشروع نسخة محفوظة 5 ديسمبر 2008 على موقع واي باك مشين..
وسيكون المشروع متاحاً تحت رخصة رخصة جنو العمومية الإصدار الثاني، ويسهم فيه كانونيكال ليمتد، جوجل، صن ميكروسيستمز، Six Apart وRackspace.

لفترة من الزمن تم اعتبار قاعدة قاعدة بيانات ماي إس كيو إل كبديل خفيف لقواعد البيانات الأخرى الشرهة في أخذ الموارد مثل أوراكل وسايبيز.
وخلال سنوات بالرغم من ذلك طالب المستخدمون بالمزيد من الإمكانيات، مما أدى إلى انتفاخ ماي إس كيو إل بإمكانيات وجدت من قبل فقط في أنظمة قواعد البيانات التجارية الأخرى.
ولكن لم يكن كل مطوري ماي إس كيو إل موافقون على سيره بهذا الاتجاه، فالبعض يشعر بأنه الوقت المناسب ليس فقط بالتوقف عن السير بهذا الاتجاه، بل بالالتفاف والعودة.
في الواقع، بعض العملاء في مجتمع تطوير تطبيقات الويب يطالبون بقاعدة بيانات خفيفة، أي لا تضيع الوقت بإمكانيات ومميزات عالية وفي نفس الوقت غير ضرورية لتطبيقات الويب.
ولحسن حظهم، تمت الاستجابة بمطالبتهم هذه، لكن في أثناء ذلك ظهر منافس جديد هو إس كيو لايت.
تم الإعلان عن مشروع دريزل مؤخراً بواسطه مدير معمارية ماي إس كيو إل، وهو عبارة عن محاولة لإعادة اختراع ماي إس كيو إل باستخدام بنية مايكروكيرنل (Micro-kernel Architecture).
سيتم تجريد أساس ماي إس كيو إل من الميزات الزائدة أو غير الضرورية وسيتم نقلها إلى وحدات (بالإنجليزية: Modules)، مما يسمح للمستخدم بحرية الاختيار ما بين تحميل هذه الإمكانيات أو عدم تحميلها بحسب احتياجه.
من بين الميزات التي من المتوقع أن يتم تحويلها إلى وحدات: Triggers وViews وStored Procedures وAccess Control Lists وحتى بعض أنواع المعطيات في قاعدة البيانات.

## وصلات خارجية
- دريزل على موقع Open Hub (الإنجليزية)
- الصفحة الرئيسية لمشروع دريزل
- وثائق المشروع نسخة محفوظة 5 ديسمبر 2008 على موقع واي باك مشين.
- خبر انطلاق المشروع
- الحاجة إلى المشروع - بقلم مدير مشروع MySQL